# 아에리탈리아 G.222

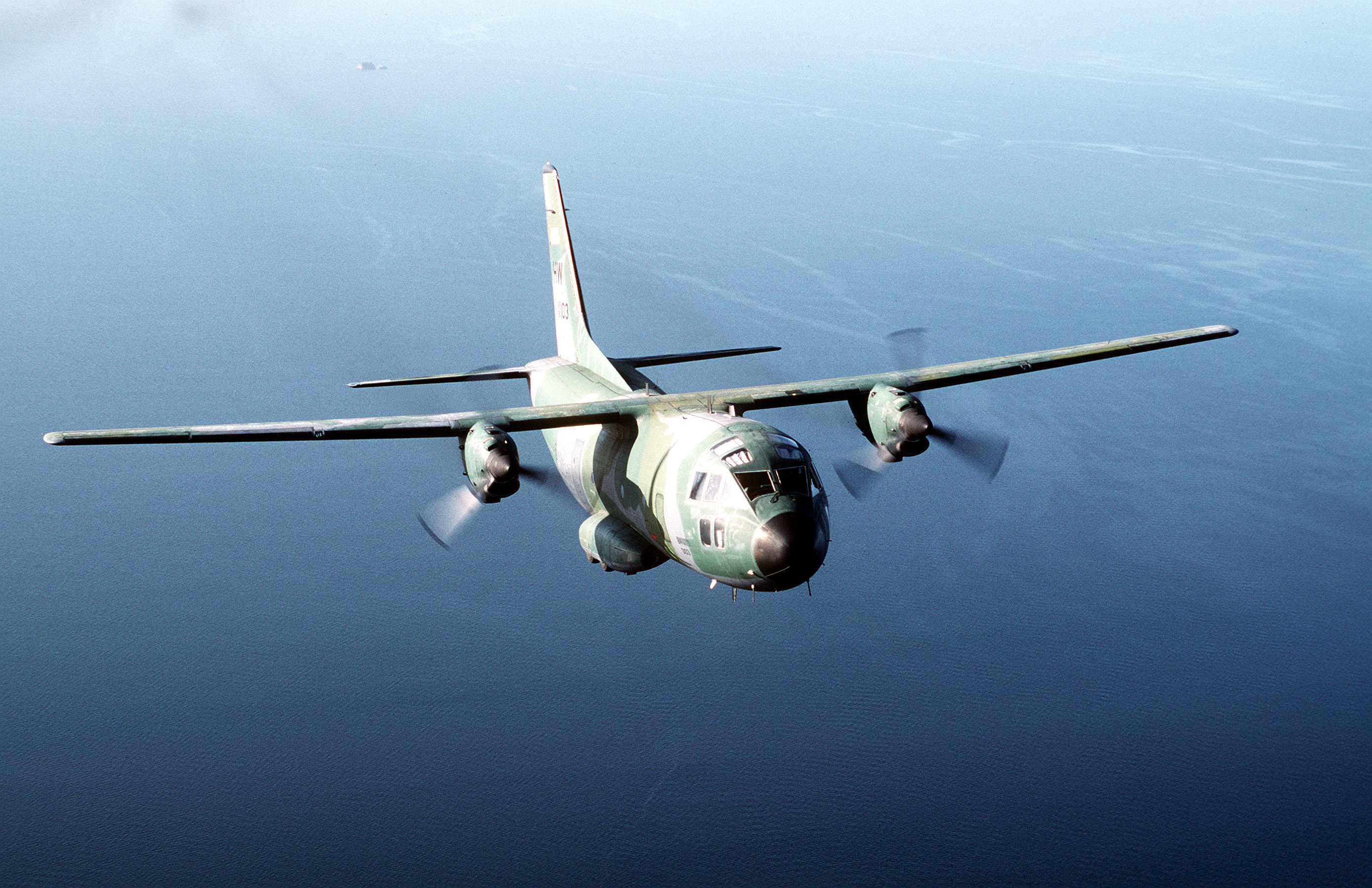
파나마를 비행 중인 모습

아에리탈리아 G.222(Aeritalia G.222, 구 명칭: Fiat Aviazione, 이후 Alenia Aeronautica)는 중형 STOL 군용 수송기이다.
NATO 기본 군사 요구사항 4를 충족하기 위해 개발되었다. 따라서 원래는 V/STOL 기능을 위한 리프트 엔진으로 설계되었지만 생산 항공기에는 장착되지 않았다. 더 넓은 NATO 생산 접촉은 나타나지 않았지만 이탈리아는 자체 수송 항공기를 지원하기를 원했고 보다 전통적인 구성으로 주문을 내렸다. 1978년 4월 이탈리아 공군에 도입된 이후 이 유형은 곧 작고 엄격한 활주로에서 작전, 특히 인도주의적 임무를 수행할 수 있는 능력이 있음이 입증되었다.
1980년대와 1990년대에 이 유형의 다양한 수출 고객이 등장했다. 20대의 G.222를 구매하려는 리비아의 노력은 처음에 미국에 의해 거부되었다. 리비아는 나중에 미국산 장비가 없는 버전의 항공기를 조달했다. 미국은 1990년대에 10대의 G.222를 구입하여 C-27A 스파르탄 유형을 지정했다. 2000년대에 이탈리아 공군이 노후화로 인해 원래 G.222를 철수함에 따라 이 항공기는 일반적으로 개조되어 다른 국가에 판매되었다. 이 접근 방식을 통해 여러 대의 G.222가 아프가니스탄 전쟁 중에 아프가니스탄에 파견되었다.
현대화된 변형인 알레니아 C-27J 스파르탄은 21세기 초에 개발되었다. C-27J는 원래 항공기의 많은 측면을 유지하면서 더 큰 록히드 마틴 C-130J 슈퍼 허큘리스에 사용된 것과 동일한 엔진과 많은 시스템을 채택한다. 이탈리아 공군을 포함한 몇몇 G.222 운용자들은 새로 제작된 C-27J를 선호하여 함대를 퇴역시키기로 결정했다.

## 사양 (G.222)

### 일반적 특성
- 승무원: 3 + 1 로드마스터/점프마스터
- 수용력: 완전 무장 병력 53명 / 완전 무장 낙하산 부대 40명 / 최대 9,000kg(20,000lb) 유효 탑재량
- 길이: 22.7m(74피트 6인치)
- 날개 폭: 28.7m(94피트 2인치)
- 높이: 9.8m(32피트 2인치)
- 종횡비: 9.15:1
- 익형: NACA 64A315.2
- 공차 중량: 14,590kg(32,165lb)
- 최대 이륙 중량: 28,000kg(61,729lb)
- 연료 용량: 4개의 일체형 날개 탱크에 12,000L(3,200US gal; 2,600imp gal)
- 동력 장치: 2 × General Electric T64-GE-P4D 터보프롭 엔진, 각각 ISA + 25 °C (77 °F)에서 2,535 kW (3,399 hp)
- 프로펠러: 3 블레이드 Hamilton Standard 63E60-27, 직경 4.42m(14ft 6in) 정속 완전 역방향 피치 정속 프로펠러

### 성능
- 최대 속도: 최대 TO 중량 기준 4,575m(15,010ft)에서 540km/h(340mph, 290kn)
- 순항 속도: 최대 TO 중량 기준 6,000m(20,000ft)에서 439km/h(273mph, 237kn)
- 공수 속도: 204~259km/h(127~161mph, 110~140kn)(낙하산 부대 및 화물)
- 실속 속도: 155km/h(96mph, 84kn) 플랩 및 착륙 속도 감소
- 범위: 최대 1,371km(852mi, 740nmi) 최적의 순항 속도와 높이에서의 탑재량
- 페리 범위: 최대 연료 사용 시 4,633km(2,879mi, 2,502nmi)
- 서비스 천장: 7,620m(25,000피트)
- 서비스 한도, 엔진 1개 꺼짐: 5,000m(16,000피트)
- 상승 속도: 8.667m/s(1,706.1ft/min)
- 고도 도달 시간: 4,500m(14,800피트) 8분 35초
- 날개 하중: 341.5kg/m2(69.9lb/sq ft)
- 출력/질량: 5.52kg/kW(9.07lb/hp)
- 이륙 거리: 662m(2,172ft)
- 15m(49피트)까지 이륙 비행: 1,000m(3,300피트)
- 최대 착륙 중량에서의 착륙 거리: 545m(1,788ft)
- 15m(49피트)에서 착륙 거리: 775m(2,543피트)

## 같이 보기
- 안토노프 An-26
- C-160

### 참고 문헌
- "Two Twenty Two - Aeritalia's Airlifter". Air International. April 1977, Vol 12 No. 4. pp. 163–170, 202.
- "An Italian Mini-Hercules:The Versatile Two-Twenty-Two". Air International, April 1979, Vol 16 No. 4. pp. 170–173, 197-98.
- Baybrook, Roy. Battle for the Falklands (3): Air Forces, Osprey Publishing, 1982. ISBN 0-85045-493-X.
- Donald, David; Jon Lake (2000). 《The Encyclopedia of World Military Aircraft》. NY, NY: Barnes & Noble. 426쪽. ISBN 0-7607-2208-0.
- Donald, David and Lake, Jon. Encyclopedia of World Aircraft. Single Volume Edition. London:Aerospace Publishing, 1996. ISBN 1-874023-95-6.
- Eden, Paul, ed. "Alenia G222 and C-27, Mini-Hercules". Encyclopedia of Modern Military Aircraft. Amber Books, 2004. ISBN 1-904687-84-9.
- Endres, Günter and Michael J. Gething. Jane's Aircraft Recognition Guide. HarperCollins UK, 2005. ISBN 0-00-718332-1.
- Evangelisti, Gianluca., Maurizio Spinoni., and Patrick F. Jones. "Enhancing Tactical Transport Capabilities: Cockpit Evolution from G222 to C-27J". NATO Research and Technology Organisation, April 1999.
- Feldman, Shai. The Middle East Strategic Balance, 2003–2004. Sussex Academic Press, 2004. ISBN 1-84519-003-3.
- Frawley, Gerard (2002). 《The International Directory of Military Aircraft, 2002–2003》. Fyshwick, ACT, Australia: Aerospace Publications Pty Ltd. 44쪽. ISBN 1-875671-55-2.
- Gilson, Charles. "Italy's aircraft industry." Flight International, 29 April 1971. pp. 576–582.
- Girolami, Claudio and Mauro Quadro. C-27J Spartan: Paratroops and Loads Airdrop Qualification. Alenia Aeronautica, October 2006.
- Humphrey, James Harry. Issues in Contemporary Athletics. Nova Publishers, 2007. ISBN 1-59454-595-2.
- McGowan, Sam. Anything, Anywhere, Anytime: Tactical Airlift in the Us Army Air Forces and Us Air Force from World War II to Vietnam. AuthorHouse, 2012. ISBN 1-4685-0563-7.
- Norton, Bill. STOL progenitors: the technology path to a large STOL transport and the C-17A. American Institute of Aeronautics and Astronautics, 2002. ISBN 1-56347-538-3.
- Schading, Barbara. A Civilian's Guide to the U.S. Military: A Comprehensive Reference to the Customs, Language and Structure of the Armed Forces. Writer's Digest, 2011. ISBN 1-59963-331-0.
- Taylor, John W.R. Jane's All The World's Aircraft 1988–89. Coulsdon, UK: Jane's Defence Data, 1988. ISBN 0-7106-0867-5.
- Tran Van Nao. Forest Fire Prevention and Control. Springer, 1982. ISBN 90-247-3050-3.